# (4564) Clayton
(4564) Clayton est un astéroïde de la ceinture principale.

## Description
(4564) Clayton est un astéroïde de la ceinture principale. Il fut découvert le 6 mars 1981 à Siding Spring par Schelte J. Bus. Il présente une orbite caractérisée par un demi-grand axe de 2,56 UA, une excentricité de 0,20 et une inclinaison de 13,3° par rapport à l'écliptique.

## Compléments